# 吕轶
吕轶（Lu Yi，1985年4月30日—），北京人，中国男子羽毛球运动员。

## 簡歷
吕轶小学時是篮球運動員，理想是成为篮球国手，10岁時曾當上“北京市小学生最佳得分手”；同年，学校羽毛球队教练招他入队训练，從此展開了羽毛球手的生涯。一年後，吕轶轉到少体校繼續训练，再在三年後進入专业队。
2002年，吕轶通过中国国家青年羽毛球队的集训，进入国家二队男单组，並在2006年年初升入一队。他升入一队後首次獲派參加国际比赛，出戰瑞士羽毛球公开赛，最終只能闖進16强；此後進行的德国羽毛球公开赛中，他也是八強出局；及至随后的一系列比赛，他也是在前两轮就遭淘汰。同年，吕轶的腰部在全国冠军赛時急性扭伤，需要一段時間的休養。
2007年，吕轶伤愈后再次回到国际赛场，參加奧地利國際羽毛球賽，在男單決賽以2比1擊敗队友丘彦博，奪得生涯首個国际赛冠军。

## 主要比賽成績
只列出曾進入準決賽的國際賽事成績：
| 年份   | 賽事                   | 公開賽級別 | 項目     | 成績 |
| ------ | ---------------------- | ---------- | -------- | ---- |
| 2007年 | 奧地利羽毛球公開賽     |            | 男子單打 | 冠軍 |
| 2007年 | 碧特博格羽毛球大獎賽   | 大獎賽     | 男子單打 | 冠軍 |
| 2007年 | 俄羅斯羽毛球黃金大獎賽 | 黃金大獎賽 | 男子單打 | 冠軍 |

| 2007-2017年 | 首要超級賽 | 超級賽 | 黃金大獎賽 | 大獎賽 | 國際挑戰賽 | 國際系列賽 | 未來系列賽 | 其他 |

| 2018-2026年 | 總決賽 | 超級1000賽 | 超級750賽 | 超級500賽 | 超級300賽 | 超級100賽 | 國際挑戰賽 | 國際系列賽 | 未來系列賽 | 其他 |